# Nadvojvodina Avstrija
Nadvojvodina Avstrija (nemško Erzherzogtum Österreich; latinsko Archducatum Austria; angleško Archduchy of Austria) je bila velika kneževina Svetorimskega cesarstva in jedro Habsburške monarhije. Nadvojvodstvo je bilo s prestolnico Dunaj osredotočeno na jugovzhodno obrobje cesarstva.Poleg Nemcev so zlasti južna področja kot večinsko prebivalstvo naseljevali Slovenci. 

### Ime
Njeno današnje ime izvira iz frankovskega izraza Oustrich – Vzhodno kraljestvo (vzhodno od Frankovskega kraljestva). Nadvojvodstvo se je razvilo iz Bavarske Avstrijske mejne grofije, ki jo je leta 1156 cesar Friderik Barbarossa povzdignil v Vojvodino Avstrijo po Privilegium minus. 

### Razvoj, vzpon in propad
Habsburžani so prišli na avstrijski prestol na Dunaju leta 1282. Leta 1453 je svetorimski cesar Friderik III., ki je bil tudi vladar Avstrije, uradno prevzel nadvojvodski naziv. Od 15. stoletja naprej so bili vsi cesarji Svetorimskega cesarstva – razen enega, tj. Karla VII. - avstrijski nadvojvodi; s pridobitvijo češke in ogrske kronovine leta 1526 so habsburške dedne dežele postale središče evropske velesile.
Zgodovina nadvojvodstva kot cesarske države se je končala z razpadom Svetorimskega cesarstva leta 1806. Nadomestili sta ga kronski deželi Avstrijskega cesarstva – Spodnja in Zgornja Avstrija.

## Zemljepis
V porečju Donave, na področju starodavne rimske province Pannonia Superior, je Avstrija mejila na Kraljevino Ogrsko onstran reke Morave in reke Leithe na vzhodu. Na jugu ga je omejevala Vojvodina Štajerska z mejo na zgodovinskem prelazu Semmering, medtem ko sta na severu pogozdena Šumava in reka Morava označevali mejo s Češko in Moravsko.
Na zahodu je zgornji avstrijski del mejil na Bavarsko vojvodstvo. Sosednja pokrajina Insko je pripadala bavarskim vojvodom, dokler je med Bavarsko nasledstveno vojno 1778 niso zasedle avstrijske sile in jo vključile v nadvojvodske dežele po Tešenskem miru. V času nemškega združevanja 1803 so avstrijski nadvojvodi pridobili tudi oblast nad Salzburškim volivstvom in Berchtesgadensko proštijo.

## Zgodovina
Avstrija se je leta 1156 ločila od Bavarskega vojvodstva in postala cesarska posest po zaslugi Privilegium minus. Babenberžanski vojvodi so leta 1192 pridobili tudi sosednje Štajersko vojvodstvo. Po izumrtju moške veje leta 1246 je nato četrt stoletja vladal kralj Otokar Češki. Trajni ostanek njegove vladavine je delitev ožje Avstrije na Zgornjo in Spodnjo Avstrijo (takrat imenovano »Avstrija nad Anižo« in »Avstrija pod Anižo«). 
Kralj Rudolf Habsburški je zasedel to ozemlje, ko je premagal Otokarja v Bitki na Moravskem polju 1278.. 
V letih 1358/59 je habsburški vojvoda Rudolf IV. s ponarejeno listino Privilegium maius želel doseči položaj, ki bi bil podoben sedmerim najvišjim cesarskim uradnikom – volilnim knezom. Njegovi poskusi pa so se izjalovili, saj je njegov tast – cesar Karel – povišanje zavrnil. 
Rudolfova mlajša brata Albreht in Leopold sta si z Neuberško pogodbo 1379 razdelila habsburške dežele, nakar je avstrijska vojvodina ostala pod oblastjo albertinske veje.

### Od vojvodine do nadvojvodine
Na praznik Svetih treh kraljev (Bogojavljenje) - 6. januarja 1453 - je svetorimski cesar Friderik III. za svojega mladoletnega bratranca Ladislava Posmrtnega končno le priznal nadvojvodski naslov, ki so ga nato podedovali vsi habsburški cesarji in vladarji, pa tudi nevladajoči knezi dinastije; vendar na cesarskih volitvah niso imeli volilne pravice 
Friderik je dodatno spodbudil vzpon habsburške dinastije v evropske razsežnosti z ureditvijo poroke med njegovim sinom nadvojvodom Maksimiljanom in Marijo Burgundsko, dedinjo Burgundskega vojvodstva leta 1477. Ko se je nato Maksimilijanov sin Filip Lepi 1496 poročil z Ivano Blazno, kraljico Kastilije in Aragonije, je njegov sin Karel V. res zavladal v "Cesarstvu, nad katerim sonce nikoli ne zaide"., saj je imel v lasti tudi južnoameriške dežele. 
Karlov mlajši brat Ferdinand I. je zase zahteval svoje pravice in postal avstrijski nadvojvoda v skladu z razdelitvijo posesti glede na Wormški sporazum iz leta 1521, pri čemer je postal regent avstrijskega nadvojvodstva in sosednjih notranjeavstrijskih dežel: Štajerske, Koroške, Kranjske in Goriške. S poroko s princeso Ano Jagelovsko, ki je bila kraljica Ogrske in Češke, je Ferdinand 1526 podedoval obe kraljestvi. Kot rimski kralj od 1531 je postal prednik avstrijske veje Habsburžanov – od 1780 naprej habsburško-lotarinških  –, ki so kot nadvojvodi Avstrije in kralji Češke vladali kot cesarji Svetorimskega cesarstva nemške narodnosti do njegovega razpada zaradi Napoleonovih vojn leta 1806.

### Avstrijsko cesarstvo
Leta 1804 je cesar Franc I., ki je bil tudi vladar dežel Habsburške monarhije, kot odziv na Napoleona, ki je razglasil Francosko cesarstvo, ustanovil Avstrijsko cesarstvo. Njegova nova država je obsegala ozemlja znotraj Svetega rimskega cesarstva. Dedne dežele (Erblande) so obsegale Avstrijsko nadvojvodstvo in Dežele češke krone;  zunaj njega pa Ogrsko vključno s Hrvaško, nadalje Sedmograško, Galicijo in Lodomerijo ter nedavno pridobljeno ozemlje bivše Beneške republike. Dve leti kasneje je Franc pod pritiskom Napoleonovih vojn uradno razpustil Sveto rimsko cesarstvo nemške narodnosti. Nadvojvodina Avstrija je še naprej obstajala kot konstitutivna kronovina (Kronland) znotraj cesarstva, čeprav je bila zaradi upravnih razlogov razdeljena na Zgornjo in Spodnjo Avstrijo; Ogrska je ohranila svoj prejšnji položaj kot neodvisno kraljestvo (Regnum Independens). Člani cesarske družine so še naprej uporabljali naziv nadvojvoda.

### “Nemška Avstrija”

#### Po prvi svetovni vojni
Avstrijsko nadvojvodstvo je bilo formalno razpuščeno leta 1918 z razpadom Avstro-Ogrske in ustanovitvijo ločenih Avstrijskih zveznih dežel Spodnje in Zgornje Avstrije v novi Nemški Avstriji, ki pa Slovanom, zlasti pa Slovencem, ni bila ravno naklonjena.
|                 | za Avstrijo | za Kraljevino SHS |
| --------------- | ----------- | ----------------- |
| Okraj Rožek     | 1980        | 2318              |
| Okraj Borovlje  | 6427        | 4981              |
| Okraj Velikovec | 8306        | 2444              |
| Okraj Pliberk   | 5312        | 5535              |
| Skupaj          | 22.025      | 15.278            |

Za Slovence so se začele težave že z usodnim Koroškim plebiscitom, ko se je večina glasovalcev - na tem glasovalnem področju je bil slovenski živelj večinski - odločila v prid Avstriji a na škodo SHS. 
Pravo preganjanje Slovencev in drugih nenemških narodov se je pa načrtno začelo po tkzv. Anschlußu, ko je Hitler priključil Avstrijo Tretjemu rajhu 12. marca 1938. Takrat je nemška vojska brez odpora prestopila avstrijsko-nemško mejo.
Zamisel o združeni Avstriji in Nemčiji (ter posledično sen »Veliki Nemčiji«) se je porodila po združitvi Nemčije 1871, ko so iz prusko prevladujoče protestantovske države izključili katoliško Avstrijo. Po nacistični ideologiji naj bi tako vsi Nemci živeli v eni državi, ki se je pa po napadu na Poljsko (1. septembra 1939) - razpolovila sta jo istočasno Hitler in Stalin - širila tudi na nenemške predele. Nacizem je zagovarjal šovinizem in antisemitizem, kar je posledično povrzočilo izbruh Druge svetovne vojne. Po njenem koncu so zavezniki obnovili Avstrijo v mejah, ki jih je imela po Prvi svetovni vojni.

#### Po drugi svetovni vojni
Tako kot Nemčijo so tudi Avstrijo razdelili na britansko, francosko, ameriško in sovjetsko območje, ki jih je upravljala Zavezniška komisija za Avstrijo. Kot je bilo nakazano že v Moskovski deklaraciji iz 1943, je prišlo s strani zaveznikov do posebne obravnave Avstrije. Avstrijsko vlado, ki so jo sestavljali socialni demokrati, konzervativci in komunisti (do leta 1947) in je delovala na Dunaju (ki je bil obkrožen s sovjetsko cono), so zahodni zavezniki priznali oktobra 1945, po tem, ko so v začetku sumili, da je Renner Stalinov vohun. Posrečilo se jim je izogniti dvojni vladi in delitvi države, kar se je zgodilo v Nemčiji, ki so jo razdelili na Vzhodno in Zahodno. Avstrijo so sicer obravnavali bolj kot nacistično žrtev, ki so jo osvobodili zavezniki.
15. maja 1955 je po več let trajajočih pogovorih, na katere je vplivala tudi hladna vojna, Avstrija z avstrijsko državno pogodbo s štirimi okupacijskimi silami pridobila polno neodvisnost. 26. oktobra 1955 je po odhodu vseh okupacijskih enot s parlamentarnim zakonom Avstrija razglasila »trajno nevtralnost«. Po Avstrijski državni pogodbi je posebne pravice dobila tudi slovenska manjšina na avstrijskem Koroškem, toda pri uveljavljanju teh pravic se zapleta še desetletja po formalni podelitvi, število Slovencev se zmanjšuje in se kot narod vedno bolj asimilira v nemško govorečo večino.